# Гари (Лукояновский район)
Гари — село Лукояновского района Нижегородской области. Входит в состав Тольско-Майданского сельсовета.
Население — 78 человек (2011 год).

## Расположение
Село стоит на берегу реки Арзинка (притока реки Алатырь), на границе леса. Высота центра населённого пункта — около 150 м. Поблизости располагаются сёла Малое Мамлеево (Лукояновский район) и Мадаево (Починковский район).

## История
Село образовано в 1911 году, день села отмечают 3 июня. Считается, что населённый пункт основали несколько семей-выходцев из села Мадаево: Карельские, Огневы, Вшивковы, Богачевы.
Первые поселенцы занимались бортничеством и получением дёгтя из берёзовой коры. Впоследствии население увеличилось за счёт крестьян. Было начато выращивание овощей и зерновых, разведение скота, построены мельница и шерстобойня. Постройки и сельскохозяйственные угодья размещались на землях, очищенных от леса.
В 1930-е годы в селе организуется колхоз «Ленинский путь». При этом часть населения подверглась раскулачиванию и оказалась выслана за Урал.
В годы Великой Отечественной войны большинство гарцев-мужчин участвовали в боевых действиях, 110 человек погибло. Несмотря на уход работников, в селе продолжали возделывать рожь, овёс, горох и картофель, что позволило избежать голода.
В послевоенные годы значительное количество жителей покинуло Гари. По состоянию на 2011 год в селе проживают 78 человек, меньше половины из которых относится к трудоспособному возрасту.
К 100-летнему юбилею села был устроен «Музей крестьянского быта села Гари».